# Campionato nazionale Dante Berretti 2009-2010
Il campionato nazionale "Dante Berretti" 2009-2010 è la 44ª edizione del Campionato nazionale Dante Berretti. Le detentrici del trofeo sono il Milan dell'allenatore Walter De Vecchi e il Benevento.
Il campionato ha avuto inizio il 26 settembre 2009 per terminare il 22 maggio 2010.

## Fase a gironi
Classifiche finali:

### Girone A

#### Classifica girone A
|  |     | Classifica 2009-10 | Pt | G  |
|  | --- | ------------------ | -- | -- |
|  | 1.  | Novara             | 66 | 26 |
|  | 2.  | Varese             | 55 | 26 |
|  | 3.  | Juventus           | 49 | 26 |
|  | 4.  | Alessandria        | 44 | 26 |
|  | 5.  | Genoa              | 42 | 26 |
|  | 6.  | Canavese           | 40 | 26 |
|  | 7.  | Legnano            | 37 | 26 |
|  | 8.  | Pavia              | 33 | 26 |
|  | 9.  | Valenzana          | 33 | 26 |
|  | 10. | Spezia             | 29 | 26 |
|  | 11. | Pro Patria         | 25 | 26 |
|  | 12. | Pro Belvedere      | 24 | 26 |
|  | 13. | Como               | 18 | 26 |
|  | 14. | Pro Vercelli       | 17 | 26 |

In giallo le squadre qualificate direttamente, in azzurro le qualificate alla fase finale serie A-B.

### Girone B

#### Classifica girone B
|  |     | Classifica 2009-10 | Pt | G  |
|  | --- | ------------------ | -- | -- |
|  | 1.  | Pergocrema         | 54 | 26 |
|  | 2.  | Cremonese          | 53 | 26 |
|  | 3.  | Atalanta           | 51 | 26 |
|  | 4.  | Südtirol           | 50 | 26 |
|  | 5.  | Milan              | 47 | 26 |
|  | 6.  | Lecco              | 42 | 26 |
|  | 7.  | Rodengo Saiano     | 41 | 26 |
|  | 8.  | Pro Sesto          | 38 | 26 |
|  | 9.  | Monza              | 28 | 26 |
|  | 10. | Mezzocorona        | 27 | 26 |
|  | 11. | Lumezzane          | 24 | 26 |
|  | 12. | Carpenedolo        | 24 | 26 |
|  | 13. | Brescia            | 22 | 26 |
|  | 14. | Feralpisalò        | 9  | 26 |

In giallo le squadre qualificate direttamente, in azzurro le qualificate alla fase finale serie A-B.

### Girone C

#### Classifica girone C
|  |     | Classifica 2009-10   | Pt | G  |
|  | --- | -------------------- | -- | -- |
|  | 1.  | Verona               | 65 | 26 |
|  | 2.  | Rimini               | 62 | 26 |
|  | 3.  | Bassano Virtus       | 49 | 26 |
|  | 4.  | Reggiana             | 45 | 26 |
|  | 5.  | SPAL                 | 42 | 26 |
|  | 6.  | San Marino           | 38 | 26 |
|  | 7.  | Crociati Noceto      | 36 | 26 |
|  | 8.  | Portogruaro          | 36 | 26 |
|  | 9.  | Sambonifacese        | 30 | 26 |
|  | 10. | Ravenna              | 27 | 26 |
|  | 11. | Itala San Marco      | 24 | 26 |
|  | 12. | Bellaria Igea Marina | 20 | 26 |
|  | 13. | Sacilese             | 17 | 26 |
|  | 14. | Giacomense           | 16 | 26 |

In giallo le squadre qualificate direttamente.

### Girone D

#### Classifica girone D
|  |     | Classifica 2009-10 | Pt | G  |
|  | --- | ------------------ | -- | -- |
|  | 1.  | Prato              | 53 | 26 |
|  | 2.  | Arezzo             | 53 | 26 |
|  | 3.  | Perugia            | 47 | 26 |
|  | 4.  | Figline            | 42 | 26 |
|  | 5.  | Ternana            | 37 | 26 |
|  | 6.  | Fano               | 36 | 26 |
|  | 7.  | Poggibonsi         | 35 | 26 |
|  | 8.  | Foligno            | 34 | 26 |
|  | 9.  | Sangiovannese      | 34 | 26 |
|  | 10. | Lucchese           | 32 | 26 |
|  | 11. | Colligiana         | 29 | 26 |
|  | 12. | Carrarese          | 26 | 26 |
|  | 13. | Viareggio          | 20 | 26 |
|  | 14. | Gubbio             | 19 | 26 |

In giallo le squadre qualificate direttamente.

### Girone E

#### Classifica girone E
|  |     | Classifica 2009-10 | Pt | G  |
|  | --- | ------------------ | -- | -- |
|  | 1.  | Cavese             | 53 | 24 |
|  | 2.  | Scafatese          | 47 | 24 |
|  | 3.  | Juve Stabia        | 47 | 24 |
|  | 4.  | Real Marcianise    | 43 | 24 |
|  | 5.  | Sorrento           | 39 | 24 |
|  | 6.  | Aversa Normanna    | 38 | 24 |
|  | 7.  | Nocerina           | 34 | 24 |
|  | 8.  | Napoli             | 32 | 24 |
|  | 9.  | Vico Equense       | 31 | 24 |
|  | 10. | Alghero            | 27 | 24 |
|  | 11. | Olbia              | 25 | 24 |
|  | 12. | Villacidrese       | 14 | 24 |
|  | 13. | Paganese           | 10 | 24 |

In giallo le squadre qualificate direttamente, in azzurro le qualificate alla fase finale serie A-B.

### Girone F

#### Classifica girone F
|  |     | Classifica 2009-10 | Pt | G  |
|  | --- | ------------------ | -- | -- |
|  | 1.  | Benevento          | 63 | 26 |
|  | 2.  | Pescara            | 62 | 26 |
|  | 3.  | Atletico Roma      | 54 | 26 |
|  | 4.  | Pescina VG         | 45 | 26 |
|  | 5.  | Foggia             | 43 | 26 |
|  | 6.  | Virtus Lanciano    | 42 | 26 |
|  | 7.  | Sangiustese        | 40 | 26 |
|  | 8.  | Celano             | 34 | 26 |
|  | 9.  | Cassino            | 31 | 26 |
|  | 10. | Giulianova         | 30 | 26 |
|  | 11. | Isola Liri         | 25 | 26 |
|  | 12. | Manfredonia        | 24 | 26 |
|  | 13. | Pro Vasto          | 13 | 26 |
|  | 14. | Melfi              | 13 | 26 |

In giallo le squadre qualificate direttamente.

### Girone G

#### Classifica girone G
|  |     | Classifica 2009-10 | Pt | G  |
|  | --- | ------------------ | -- | -- |
|  | 1.  | Siracusa           | 55 | 26 |
|  | 2.  | Cosenza            | 51 | 26 |
|  | 3.  | Monopoli           | 47 | 26 |
|  | 4.  | Taranto            | 43 | 26 |
|  | 5.  | Fidelis Andria     | 42 | 26 |
|  | 6.  | Noicattaro         | 41 | 26 |
|  | 7.  | Catania            | 39 | 26 |
|  | 8.  | Potenza            | 39 | 26 |
|  | 9.  | Brindisi           | 38 | 26 |
|  | 10. | Barletta           | 30 | 26 |
|  | 11. | Catanzaro          | 25 | 26 |
|  | 12. | Gela               | 22 | 26 |
|  | 13. | Vibonese           | 21 | 26 |
|  | 14. | Igea Virtus        | 6  | 26 |

In giallo le squadre qualificate direttamente, in azzurro le qualificate alla fase finale serie A-B.

## Fase Finale Prima e Seconda Divisione

### Fase a gironi

#### Girone 1
| Classifica Gir. 1 | Punti | Vittorie | Pareggi | Sconfitte |
| ----------------- | ----- | -------- | ------- | --------- |
| Cremonese         | 4     | 1        | 1       | 0         |
| Novara            | 4     | 1        | 1       | 0         |
| Bassano Virtus    | 0     | 0        | 0       | 2         |

#### Girone 2
| Classifica Gir. 2 | Punti | Vittorie | Pareggi | Sconfitte |
| ----------------- | ----- | -------- | ------- | --------- |
| Varese            | 4     | 1        | 1       | 0         |
| Perugia           | 3     | 1        | 0       | 1         |
| Pergocrema        | 1     | 0        | 1       | 1         |

#### Girone 3
| Classifica Gir. 3 | Punti | Vittorie | Pareggi | Sconfitte |
| ----------------- | ----- | -------- | ------- | --------- |
| Verona            | 6     | 2        | 0       | 0         |
| Prato             | 3     | 1        | 0       | 1         |
| Alessandria       | 0     | 0        | 0       | 2         |

#### Girone 4
| Classifica Gir. 4 | Punti | Vittorie | Pareggi | Sconfitte |
| ----------------- | ----- | -------- | ------- | --------- |
| Rimini            | 6     | 2        | 0       | 0         |
| Arezzo            | 3     | 1        | 0       | 1         |
| Südtirol          | 0     | 0        | 0       | 2         |

#### Girone 5
| Classifica Gir. 5 | Punti | Vittorie | Pareggi | Sconfitte |
| ----------------- | ----- | -------- | ------- | --------- |
| Cavese            | 6     | 2        | 0       | 0         |
| Pescara           | 3     | 1        | 0       | 1         |
| Monopoli          | 0     | 0        | 0       | 2         |

#### Girone 6
| Classifica Gir. 6 | Punti | Vittorie | Pareggi | Sconfitte |
| ----------------- | ----- | -------- | ------- | --------- |
| Benevento         | 6     | 2        | 0       | 0         |
| Cosenza           | 3     | 1        | 0       | 1         |
| Juve Stabia       | 0     | 0        | 0       | 2         |

#### Girone 7
| Classifica Gir. 7 | Punti | Vittorie | Pareggi | Sconfitte |
| ----------------- | ----- | -------- | ------- | --------- |
| Siracusa          | 4     | 1        | 1       | 0         |
| Atletico Roma     | 3     | 1        | 0       | 1         |
| Scafatese         | 1     | 0        | 1       | 1         |

### Quarti di finale
| Squadra 1 | Totale | Squadra 2 | Andata | Ritorno |
| --------- | ------ | --------- | ------ | ------- |
| Cremonese | 3 - 2  | Varese    | 1 - 1  | 2 - 1   |
| Verona    | 1 - 2  | Novara    | 0 - 0  | 1 - 2   |
| Cavese    | 5 - 7  | Rimini    | 3 - 2  | 2 - 5   |
| Siracusa  | 2 - 4  | Benevento | 1 - 1  | 1 - 3   |

### Semifinale
| Squadra 1 | Risultato | Squadra 2 |
| --------- | --------- | --------- |
| Cremonese | 2 - 4     | Novara    |
| Rimini    | 1 - 0     | Benevento |

### Finale
| Squadra 1 | Risultato | Squadra 2 |
| --------- | --------- | --------- |
| Novara    | 1 - 0     | Rimini    |

## Fase Finale Serie A-B

### Società ammesse alla qualificazione
Catania -  Napoli

#### Qualificazione
| Squadra 1 | Totale | Squadra 2 | Andata | Ritorno |
| --------- | ------ | --------- | ------ | ------- |
| Catania   | 1 - 3  | Napoli    | 0 - 1  | 1 - 2   |

### Semifinale
| Squadra 1 | Totale | Squadra 2 | Andata | Ritorno         |
| --------- | ------ | --------- | ------ | --------------- |
| Milan     | 3 - 2  | Juventus  | 2 - 1  | 1 - 1           |
| Atalanta  | 6 - 5  | Napoli    | 2 - 0  | 0 - 2 (4-3 dcr) |

### Finale
| Squadra 1 | Totale | Squadra 2 | Andata | Ritorno |
| --------- | ------ | --------- | ------ | ------- |
| Atalanta  | 2 - 1  | Milan     | 1 - 1  | 1 - 0   |